# Tigbao
Tigbao is een gemeente in de Filipijnse provincie Zamboanga del Sur op het eiland Mindanao. Bij de laatste census in 2007 had de gemeente bijna 19 duizend inwoners.

## Geografie

### Bestuurlijke indeling
Tigbao is onderverdeeld in de volgende 18 barangays:
| - Begong - Busol - Caluma - Diana Countryside - Guinlin - Lacarayan - Lacupayan - Libayoy - Limas | - Longmot - Maragang - Mate - Nangan-nangan - New Tuburan - Nilo - Tigbao - Timolan - Upper Nilo |

## Demografie
Tigbao had bij de census van 2007 een inwoneraantal van 18.598 mensen. Dit zijn 1.684 mensen (10,0%) meer dan bij de vorige census van 2000. De gemiddelde jaarlijkse groei komt daarmee uit op 1,32%, hetgeen lager is dan het landelijk jaarlijks gemiddelde over deze periode (2,04%). Vergeleken met de census van 1995 is het aantal mensen met 2.683 (16,9%) toegenomen.

De bevolkingsdichtheid van Tigbao was ten tijde van de laatste census, met 18.598 inwoners op 120,69 km², 154,1 mensen per km².